# 西祖谷山村徳善西
西祖谷山村徳善西（にしいややまむらとくぜんにし）は、徳島県三好市の町名。郵便番号は778-0105。

## 地理
三好市の西部に位置。南は西祖谷山村徳善・西祖谷山村西岡向、東は西祖谷山村徳善北、北は西祖谷山村ふしろ山、西は吉野川を挟んで山城町上名とそれぞれ接する。地域の西南部にはJR土讃線の大歩危駅が設置されており、商業施設が集中している。

### 河川
- 吉野川

## 歴史
- 2006年（平成18年）3月1日 - 三好郡西祖谷山村が三野町・池田町・山城町・井川町・東祖谷山村と合併して三好市が発足し、現在の町名となる。

## 世帯数と人口
2021年（令和3年）12月31日現在の世帯数と人口は以下の通りである。
| 町丁             | 世帯数 | 人口 |
| ---------------- | ------ | ---- |
| 西祖谷山村徳善西 | 18世帯 | 35人 |

## 小・中学校の学区
市立小・中学校に通う場合、学区は以下の通りとなる。
| 番地 | 小学校             | 中学校               |
| ---- | ------------------ | -------------------- |
| 全域 | 三好市立檪生小学校 | 三好市立西祖谷中学校 |

## 施設
- 映画博物館 妖怪シネマ
- 歩危マート
- 有宮神社

## 交通

### 鉄道
- JR土讃線の大歩危駅。

### 道路
都道府県道
- 徳島県道45号西祖谷山山城線
- 徳島県道163号大歩危停車場線